# Canton Zurigo

Logo

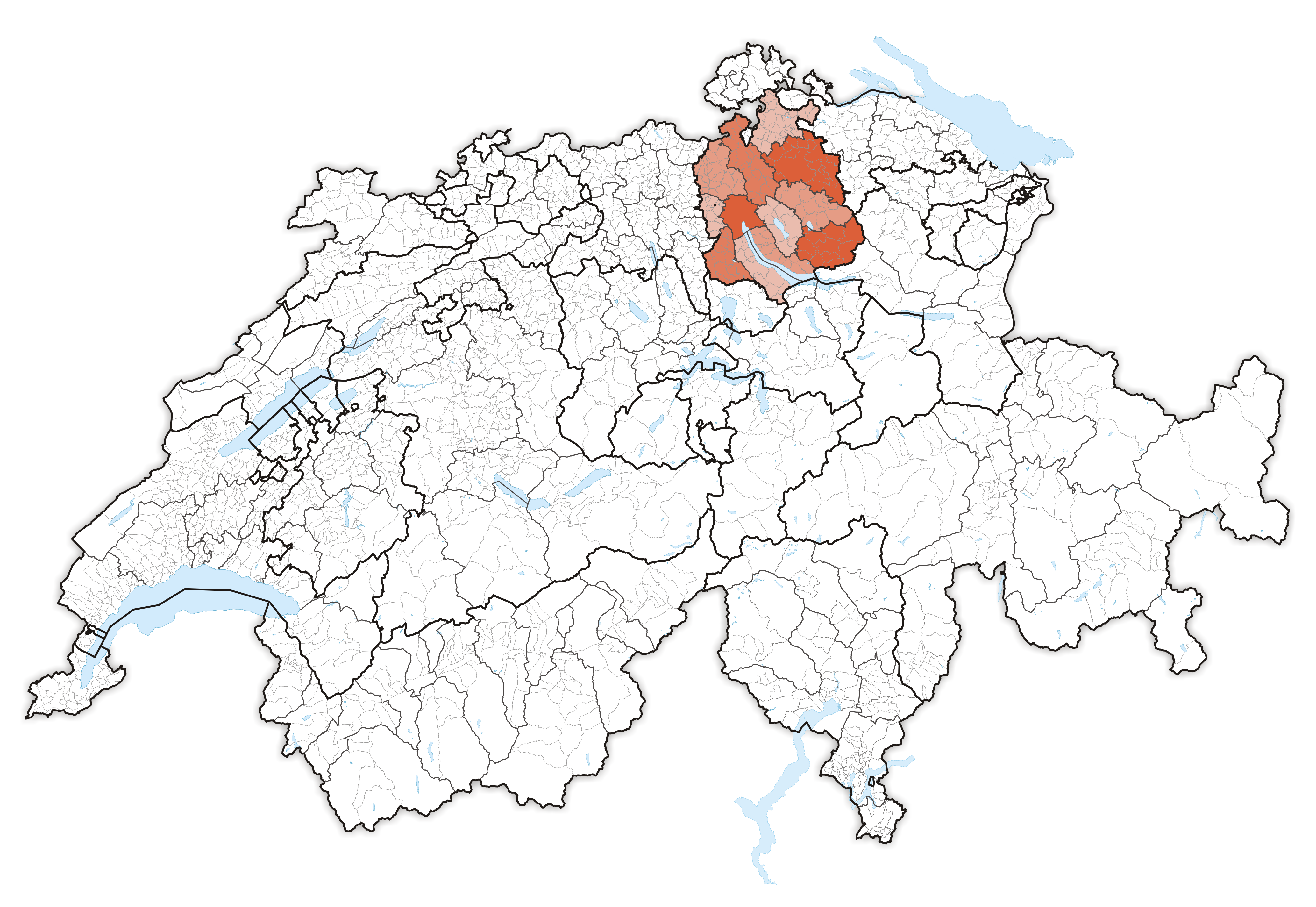
Localizzazione nella Svizzera

Il Canton Zurigo (in tedesco Kanton Zürich) è uno dei 26 cantoni della Svizzera. Ha una popolazione di 1 539 275 abitanti. Si trova nella parte nord-orientale della Svizzera e Zurigo è la sua capitale. La lingua ufficiale è il tedesco, ma la popolazione parla il locale dialetto Svizzero-tedesco, chiamato Züritüütsch.

## Geografia fisica
Il Canton Zurigo è situato a nord delle Alpi. I suoi cantoni confinanti sono Sciaffusa a nord, Argovia ad ovest, i cantoni di Zugo e Svitto a sud e quelli di Turgovia e San Gallo ad est. Il cantone confina anche con la Germania a nord (Land Baden-Württemberg). Gran parte del Lago di Zurigo si trova all'interno del cantone.
L'area del Canton Zurigo è di 1729 km². Circa l'80% della terra è considerata produttiva. Le foreste coprono 505 km², mentre i laghi occupano 73 km². I laghi principali sono il Lago di Zurigo, il Greifensee e il Pfäffikersee.
La maggior parte del cantone consiste di strette vallate fluviali che vanno verso il Reno, a nord del cantone. Nella parte nord-ovest e sud-est del cantone ci sono zone più montagnose. La valle del fiume Linth si apre sul Lago di Zurigo. La Linth ne esce con il nome di Limmat; è questa la valle più importante del Canton Zurigo. La valle del fiume Glatt origina dal Greifensee ed è separata dal Limmat da crinali. La valle del fiume Töss è simile a una gola. È posizionata nella parte est del cantone ed è separata dall'area del Toggenburg, nel Canton San Gallo da un'area montagnosa. L'Hörnli (1133 m) è il punto più alto di questo crinale. La valle del fiume Sihl si trova nella parte ovest del cantone. Confluisce con la Limmat nella città di Zurigo. Il fiume Sihl è separato dal Lago di Zurigo dalla catena dell'Albis. L'Albishorn (915 m) è la vetta più alta di questa catena. La vetta più alta del cantone è l'Höhrohnen nella parte sud-est del cantone.
L'Üetliberg fa parte della Catena dell'Albis. È una montagna popolare tra gli abitanti di Zurigo come meta di gite. Esiste una ferrovia che ferma poco sotto la cima dell'Üetliberg.

## Storia
Il Canton Zurigo consiste di territori acquisiti dalla capitale, Zurigo fino al 1803. Il Canton Zurigo si unì alla Confederazione Elvetica nel 1351. La parte più bassa del cantone venne aggiunta ai territori di Zurigo nel 1362. La parte settentrionale fino al Reno entrò a far parte del cantone dopo che la città di Zurigo acquistò Winterthur dagli Asburgo nel 1467. La costituzione del cantone venne stilata nel 1869.

## Società

### Evoluzione demografica
| %     | Ripartizione linguistica (gruppi principali) |
| ----- | -------------------------------------------- |
| 83,4% | madrelingua tedesca                          |
| 5,8%  | madrelingua italiana                         |
| 1,7%  | madrelingua serbo-croata                     |

| Anno | Popolazione totale | Tedesco %         | Italiano %      | Francese %    |
| ---- | ------------------ | ----------------- | --------------- | ------------- |
| 1880 | 316 074            | 313 762 (99,3%)   | 1 386 (0,4%)    | 1 471 (0,5%)  |
| 1900 | 431 036            | 413 141 (95,8%)   | 11 192(2,6%)    | 3 894 (0,9%)  |
| 1950 | 777 002            | 725 701 (93,4%)   | 25 165 (3,2%)   | 16 145 (2,1%) |
| 1970 | 1 107 788          | 918 370 (82,9%)   | 113 465 (10,2%) | 18 756 (1,7%) |
| 2000 | 1 247 906          | 1 040 168 (83,4%) | 49 750 (4%)     | 17 685 (1,7%) |
| 2013 |                    |                   | 83 719 (5,8%)   |               |

## Struttura politica

### Potere legislativo ed esecutivo
Il parlamento cantonale ha 180 rappresentanti eletti ogni quattro anni.
Il cantone è governato da un consiglio con sette membri (Regierungsrat).
- Carmen Walker Späh (FDP)
- Silvia Steiner (CVP)
- Thomas Heiniger (FDP)
- Mario Fehr (SP)
- Jacqueline Fehr (SP)
- Markus Kägi (SVP)
- Ernst Stocker (SVP)

### Suddivisione politica e amministrativa

#### Distretti

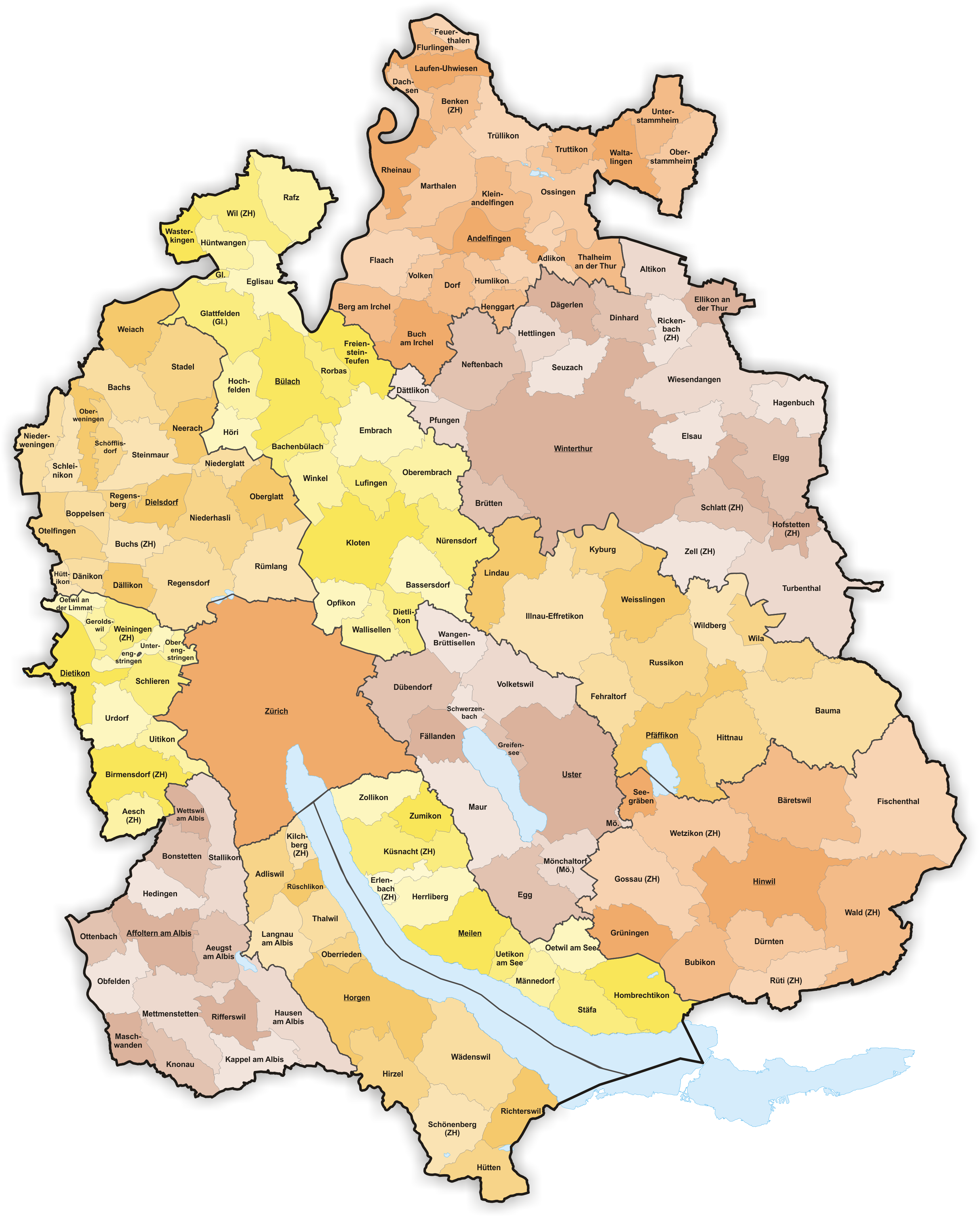
Suddivisione in distretti e comuni

Il Canton Zurigo è diviso in 12 distretti (Bezirke), i quali comprendono in genere vari comuni.
- Bezirk Zürich, con capoluogo Zurigo
- Bezirk Affoltern, con capoluogo Affoltern am Albis
- Bezirk Andelfingen, con capoluogo Andelfingen
- Bezirk Bülach, con capoluogo Bülach
- Bezirk Dielsdorf, con capoluogo Dielsdorf
- Bezirk Dietikon, con capoluogo Dietikon
- Bezirk Hinwil, con capoluogo Hinwil
- Bezirk Horgen, con capoluogo Horgen
- Bezirk Meilen, con capoluogo Meilen
- Bezirk Pfäffikon, con capoluogo Pfäffikon
- Bezirk Uster, con capoluogo Uster
- Bezirk Winterthur, con capoluogo Winterthur

#### Comuni
La seguente è una lista delle municipalità del cantone (Politische Gemeinden).
| Adlikon Adliswil Aesch Aeugst am Albis Affoltern am Albis Altikon Andelfingen Bachenbülach Bachs Bäretswil Bassersdorf Bauma Benken Berg am Irchel Birmensdorf Bonstetten Boppelsen Brütten Bubikon Buch am Irchel Buchs | Bülach Dachsen Dägerlen Dällikon Dänikon Dättlikon Dielsdorf Dietikon Dietlikon Dinhard Dorf Dübendorf Dürnten Egg Eglisau Elgg Ellikon an der Thur Elsau Embrach Erlenbach Fällanden Fehraltorf | Feuerthalen Fischenthal Flaach Flurlingen Freienstein-Teufen Geroldswil Glattfelden Gossau Greifensee Grüningen Hagenbuch Hausen am Albis Hedingen Henggart Herrliberg Hettlingen Hinwil Hittnau Hochfelden Hombrechtikon | Horgen Höri Humlikon Hüntwangen Hütten Hüttikon Illnau-Effretikon Kappel am Albis Kilchberg Kleinandelfingen Kloten Knonau Küsnacht Langnau am Albis Laufen-Uhwiesen Lindau Lufingen Männedorf Marthalen Maschwanden | Maur Meilen Mettmenstetten Mönchaltorf Neerach Neftenbach Niederglatt Niederhasli Niederweningen Nürensdorf Oberembrach Oberengstringen Oberglatt Oberrieden Oberweningen Obfelden Oetwil a.d.L. Oetwil am See Opfikon Ossingen | Otelfingen Ottenbach Pfäffikon Pfungen Rafz Regensberg Regensdorf Rheinau Richterswil Rickenbach Rifferswil Rorbas Rümlang Rüschlikon Russikon Rüti Schlatt Schleinikon Schlieren Schöfflisdorf Schönenberg | Schwerzenbach Seegräben Seuzach Stadel Stäfa Stallikon Stammheim Steinmaur Thalheim an der Thur Thalwil Trüllikon Truttikon Turbenthal Uetikon am See Uitikon Unterengstringen Urdorf Uster Volken Volketswil | Wädenswil Wald Wallisellen Wangen-Brüttisellen Wasterkingen Weiach Weiningen Weisslingen Wettswil am Albis Wetzikon Wiesendangen Wil Wila Wildberg Winkel Winterthur Zell Zollikon Zumikon Zurigo |

## Economia
Il Cantone di Zurigo è la regione economicamente più forte della Svizzera. Intorno alla città di Zurigo, che si estende oltre i confini cantonali, si è sviluppato un agglomerato con oltre un milione di abitanti. Zurigo è il centro svizzero dei mass media e dell'industria creativa ed è di importanza internazionale nei settori dell'informatica, della finanza e dei trasporti. Aziende come ABB, Credit Suisse, UBS, Migros e Swiss Re hanno la loro sede centrale a Zurigo, mentre importanti gruppi stranieri come Google, IBM e Microsoft hanno un'importante sede di sviluppo.
Gran parte del territorio è coltivata, ma il Canton Zurigo non è considerato una zona agricola. I territori a nord e a est sono più agricoli, ma in ogni parte del cantone la manifattura è predominante. Il Canton Zurigo è noto per i macchinari. Le tessiture di seta e cotone sono state molto importanti in passato, ma non hanno cessato di essere rilevanti. È presente l'industria della carta. Le piccole e medie imprese sono importanti contributori all'economia del cantone.

## Infrastrutture e trasporti
Le ferrovie attraversano tutte le principali vallate del cantone, integrate nel sistema della rete celere di Zurigo. Il nodo centrale è la stazione di Zürich Hauptbahnhof, una delle più impegnate del mondo, se si conta il numero di treni che vi transitano. Zurigo è ben collegata alle altre città europee attraverso le ferrovie. I principali treni ICE, TGV e Cisalpino sono collegati a Zurigo.
La prima ferrovia svizzera corse nella valle della Limmat nel 1847, collegando Zurigo a Baden.
Il principale aeroporto svizzero è quello di Zurigo-Kloten, a soli 12 chilometri dal centro di Zurigo, sede della compagnia di bandiera svizzera.